# Glypta erugata
Glypta erugata är en stekelart som beskrevs av Dasch 1988. Glypta erugata ingår i släktet Glypta och familjen brokparasitsteklar. Inga underarter finns listade i Catalogue of Life.